# Cydistomyia rosselensis
Cydistomyia rosselensis är en tvåvingeart som beskrevs av M. Josephine Mackerras 1971. Cydistomyia rosselensis ingår i släktet Cydistomyia och familjen bromsar. Inga underarter finns listade i Catalogue of Life.